# Stesichora combinata
Stesichora combinata är en fjärilsart som beskrevs av Warren. Stesichora combinata ingår i släktet Stesichora och familjen Uraniidae. Inga underarter finns listade i Catalogue of Life.